# Pliotrema annae
Pliotrema annae — вид акул з родини пилконосих (Pristiophoridae). Описаний у 2020 році.

## Назва
Вид P. annae автор таксону Симон Вайгманн назвав на честь своєї племінниці.

## Поширення
Вид поширений на заході Індійського океану біля узбережжя Занзібару.

## Опис
У 2020 році було досліджено чотири зразки цього виду. Три екземпляри сягали 95-98 см завдовжки. Четвертий зразок, завдовжки 58 см, був без пилки. Всі зразки були самицями. Тіло довге, циліндричне та струнке. Голова сплющена перед зябровими щілинами і має сильно витягнуту і сплюснуту морду з пилкоподібним рострумом (з 16 — 17 зубцями з боків). Довжина голови становить 34 % від загальної довжини. На верхній щелепі має від 35 до 37 рядів маленьких зубців з конічними кінчиками та широкими основами. Спина темно-коричнева, без смуг. По рострумі проходять дві темні вертикальні смуги. Черево біле з нечіткими темними плямами.